# Complesso parrocchiale di Commana

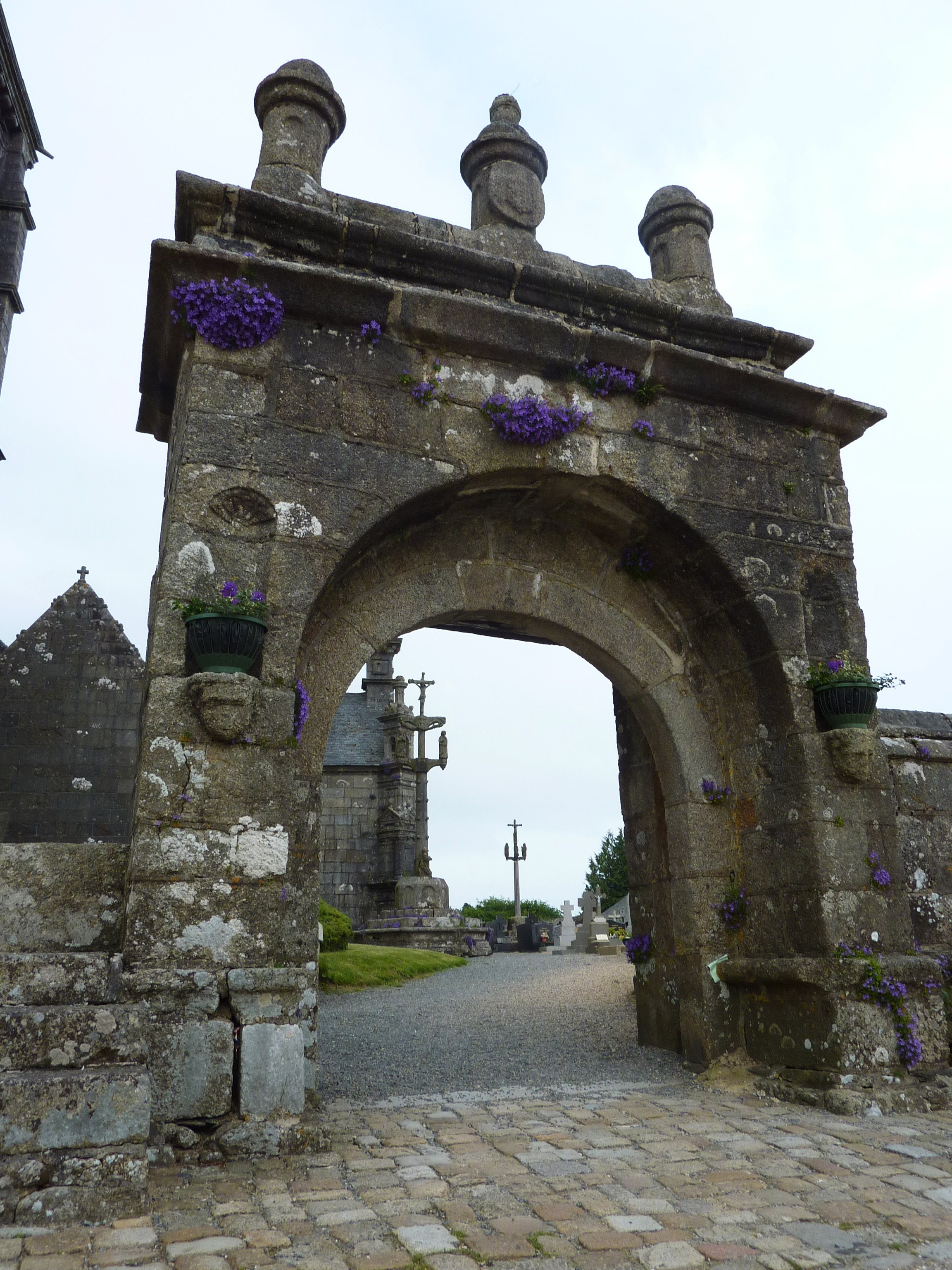
L'arco trionfale che segna l'accesso allenclos

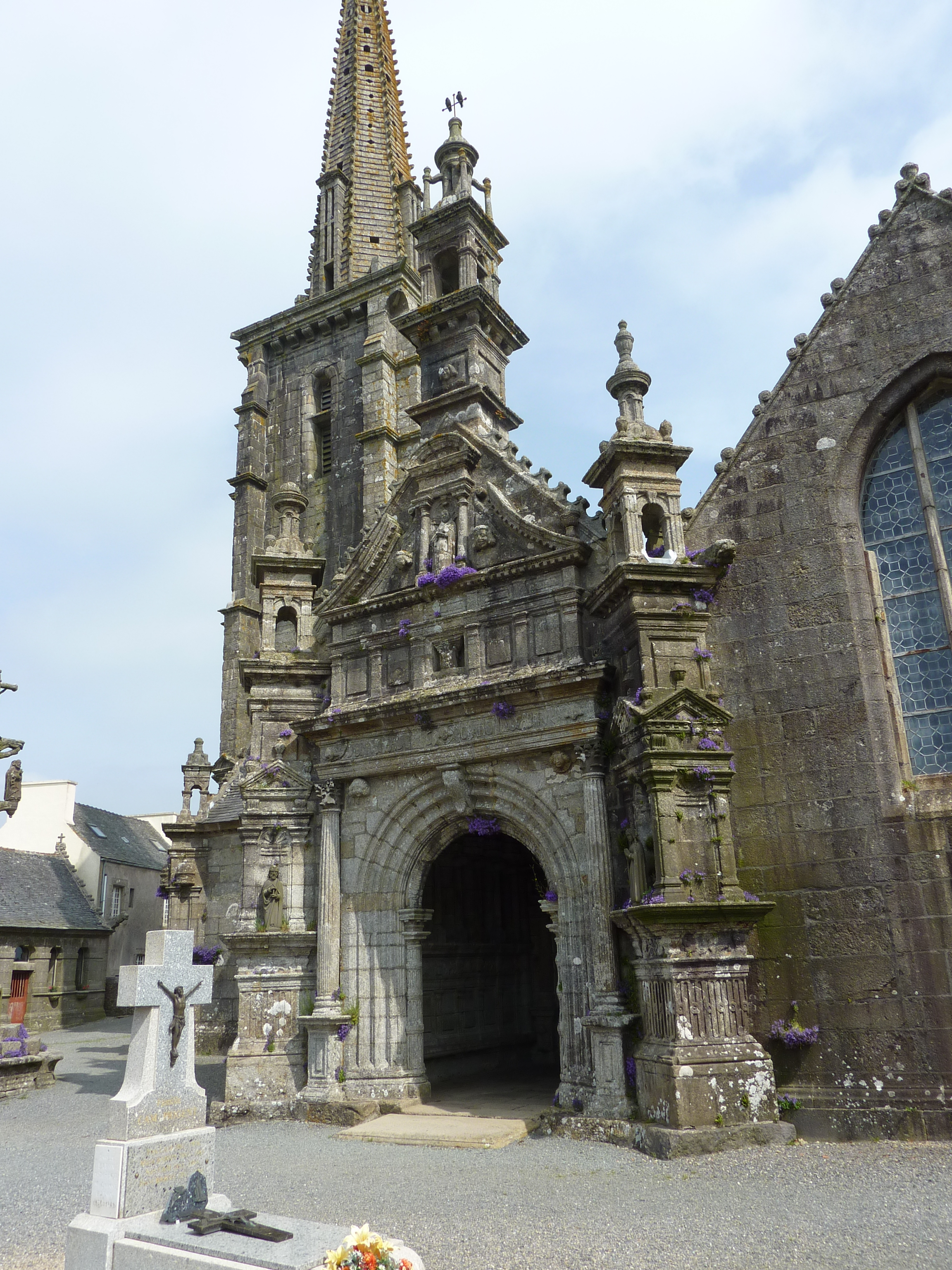
Il portico meridionale e il campanile della chiesa di San Derrien

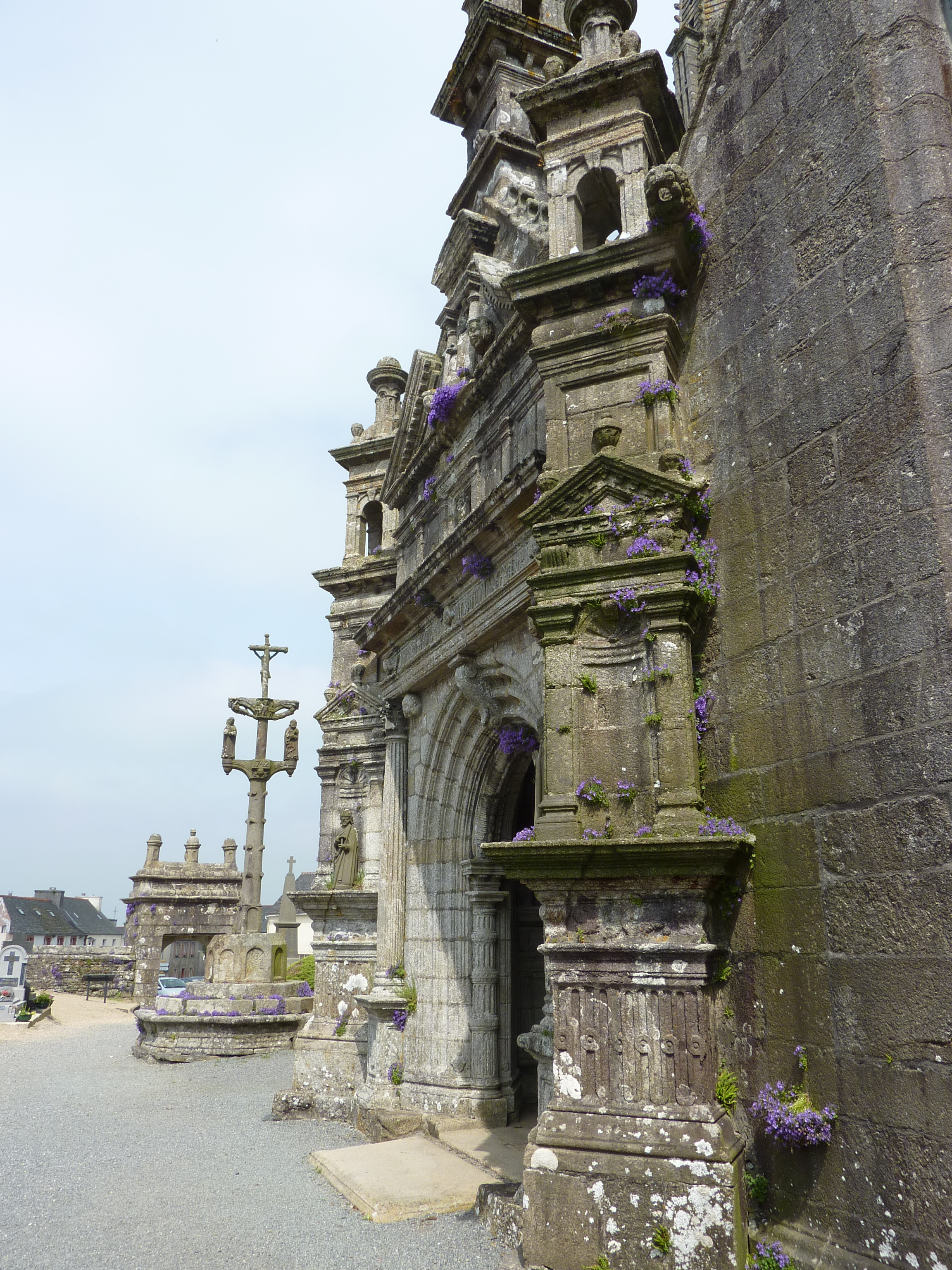
Particolare della facciata della chiesa

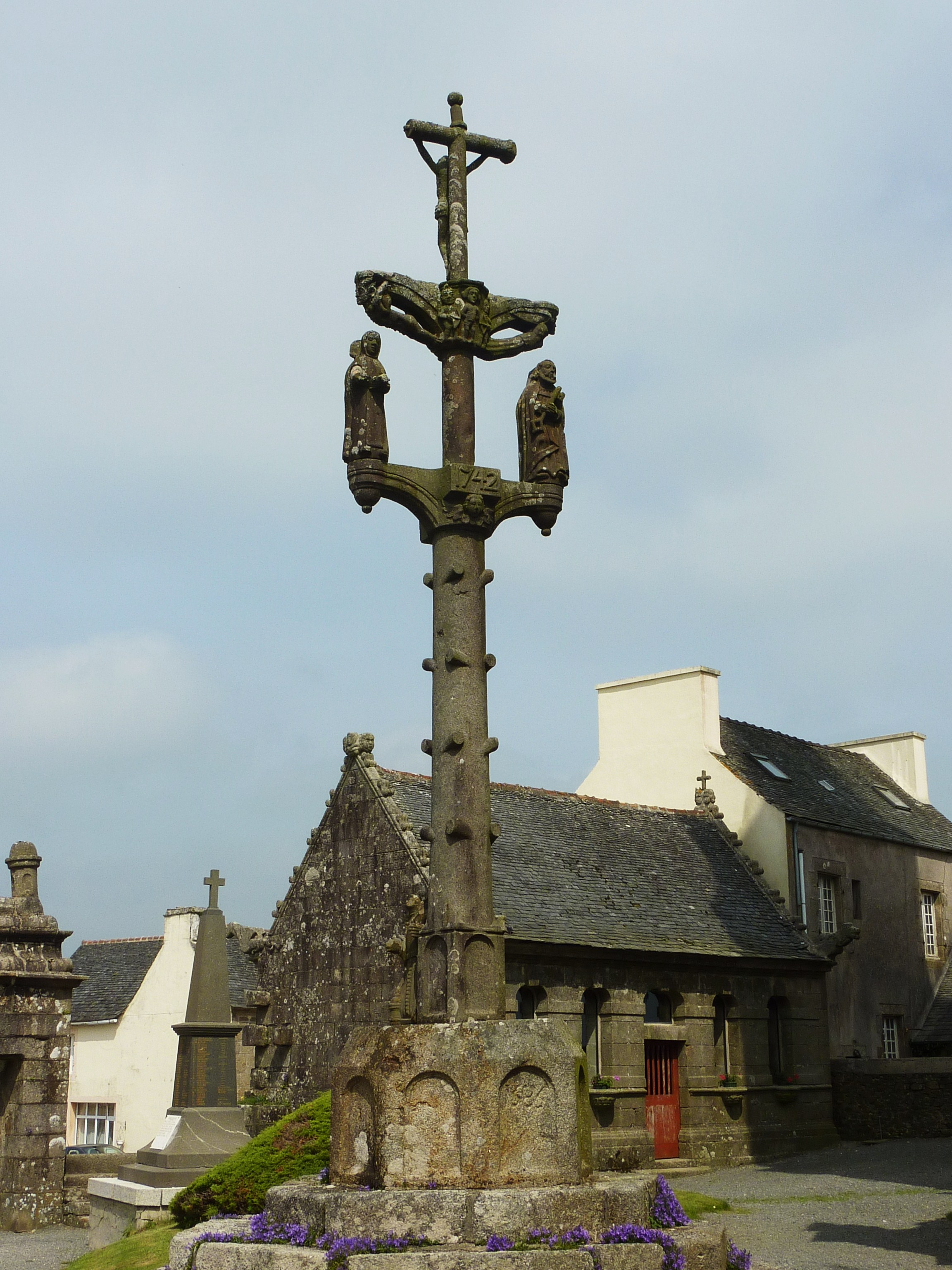
Uno dei due calvari del complesso parrocchiale

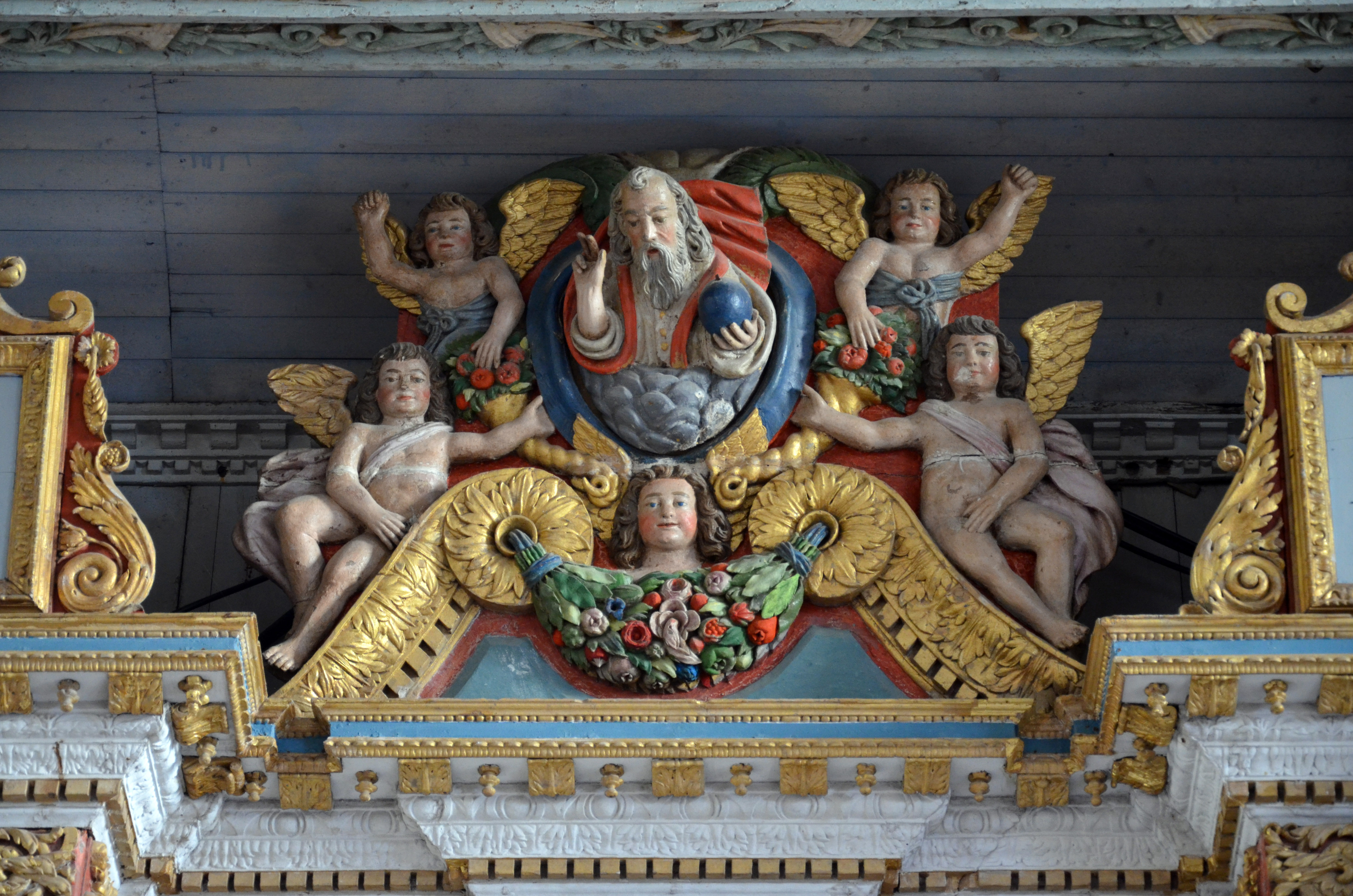
Particolare degli interni della chiesa di San Derrien

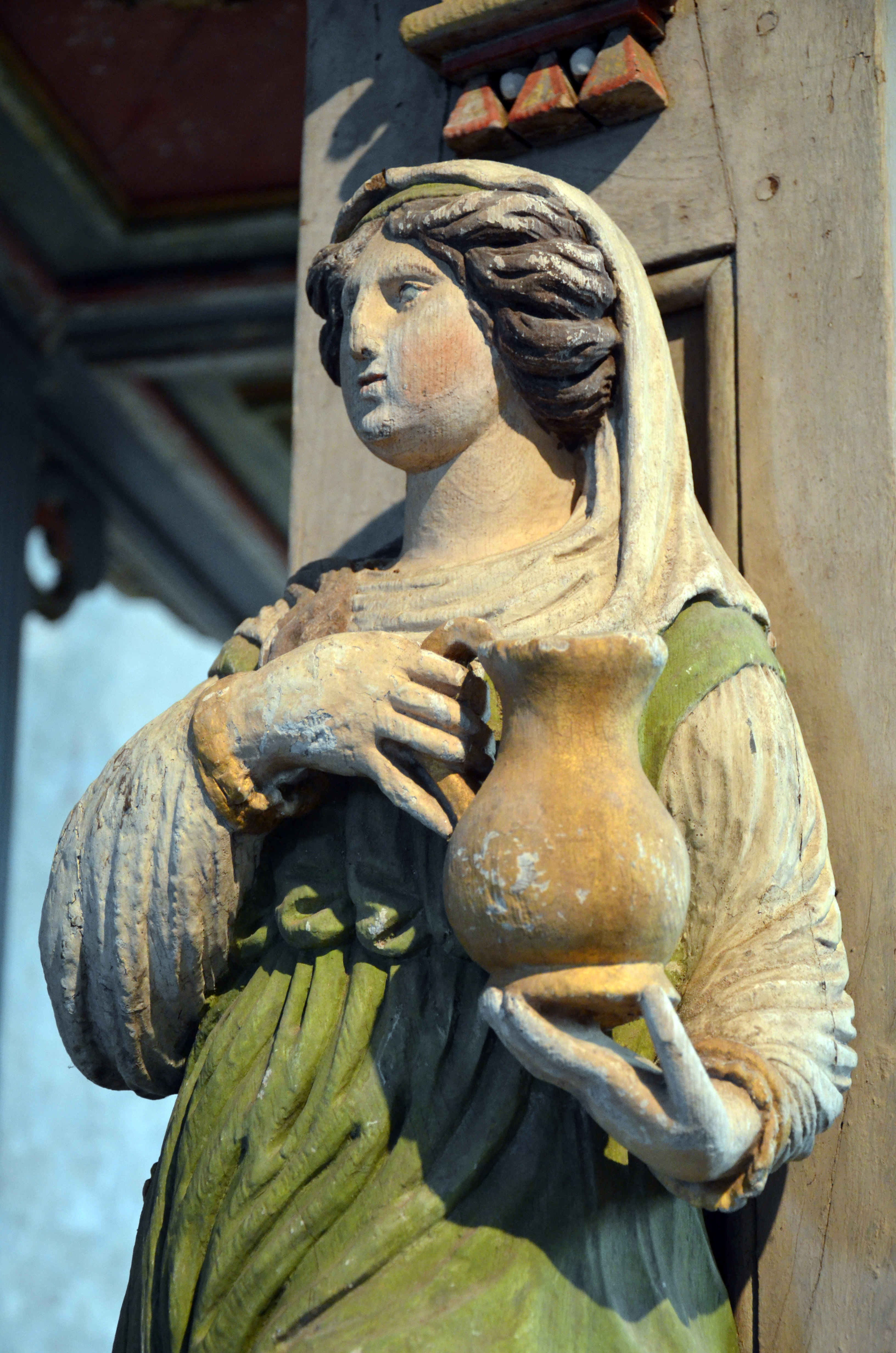
Statua negli interni della chiesa

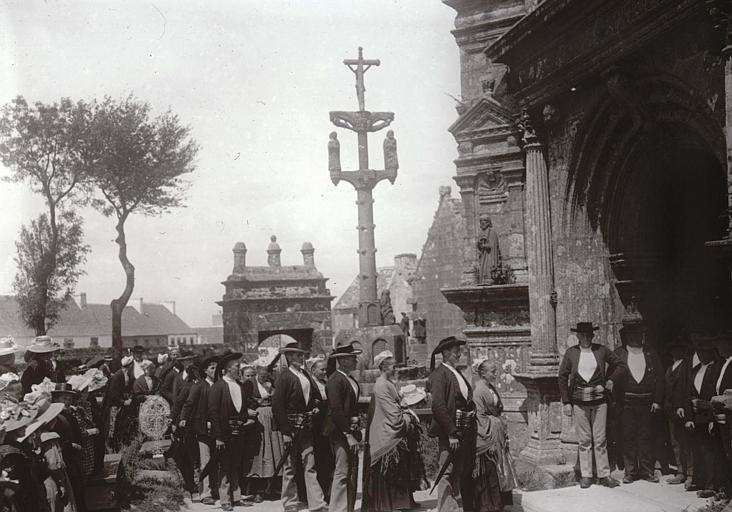
Un matrimonio celebrato nella chiesa del complesso parrocchiale di Commana ad inizio Novecento

Il complesso (o recinto) parrocchiale di Commana (in francese: "enclos paroissial de Commana") è un tipico complesso parrocchiale (enclos paroissial) bretone, che si trova nella località di Commana, nel dipartimento del Finistère e che è stato realizzato principalmente tra il XVI e il XVII secolo, ma che presenta anche alcuni elementi risalenti al XVIII secolo e al XIX secolo.
Il complesso si compone, tra l'altro, di una chiesa dedicata a san Derrien, da un cimitero e da due calvari (uno risalente al 1624 e uno risalente al 1585-1742).
Il complesso è classificato come monumento storico (dal 1915).

## Chiesa
La chiesa del complesso parrocchiale di Commana, dedicata a san Derrien e in stile rinascimentale, fu realizzata tra il XVI e il XVII secolo.. Si conosce anche la data esatta della sua fondazione, che risalirebbe - stando alla data incisa sulla facciata ovest - al 28 giugno 1582.

### Esterni

#### Campanile
La chiesa di San Derrien presenta un campanile dell'altezza di 57 metri.

#### Portico sud
Il portico meridionale, costruito secondo lo stile rinascimentale bretone, risale al 1645, 1650 e 1655.
Reca l'iscrizione DOMUS.MEA.DOMUS.ORATIONIS.VOCABITUR.

### Interni
All'interno, si trovano tre pale d'altare, la pala d'altare di sant'Anna, la pala d'altare del Rosario e la pala d'altare delle cinque piaghe, tutte risalenti al XVII secolo.
|  |  |

#### Coro
Il coro reca ai lati le statue di san Pol di Léon e di san Derrien.

#### Pala d'altare di Sant'Anna
Nel lato nord della chiesa, si trova, la Pala d'altare di Sant'Anna della chiesa di San Derrien di Commana, considerata uno dei gioielli dell'arte barocca della Bretagna. Questa pala d'altare fu realizzata nel 1682 e dipinta nel 1691 da Pierre de Mesmeur.
Misura 6,20 metri in larghezza e 8 metri in altezza.
La scena centrale raffigura sant'Anna, Maria e Gesù che reggono il globo terrestre. Vi sono inoltre raffigurate altre scene, tra cui quella in cui sant'Anna insegna a leggere a Maria o quella in cui Maria ascolta l'arcangelo Gabriele.
|  |

#### Pala d'altare del Rosario
Nella Pala d'altare del Rosario, dove predominano i colori blu, bianco e oro, è raffigurata la Vergine Maria con Gesù bambino mentre dona un rosario a santa Caterina di Sienne e a San Domenico.

#### Pala d'altare delle cinque piaghe
Questa pala d'altare, realizzata dagli scultori della Marina di Brest, raffigura il Cristo risorto che mostra le sue piaghe.
|  |  |

#### Fonti battesimali
Le fonti battesimali furono realizzate nel 1682 da René Alliot.

## Calvari
Il complesso parrocchiale di Commana si caratterizza per la presenza di due calvari, situati all'interno del cimitero.
Uno dei due calvari risale al 1624 e fu realizzato in granito e kersantite dallo scultore di Landerneau Rolland Doré.
L'altro calvario fu realizzato invece - stando alle date che vi sono incise - in parte nel 1585 (basamento) e in parte al 1742.

## Cappella funeraria
L'ossario o cappella funeraria del complesso parrocchiale di Commana fu eretta tra il 1677 e il 1687 ed è a pianta rettangolare.
Al suo interno è stato trasferito un altare proveniente da una cappella in rovina.
|  |  |